# Люди в чорному (серія фільмів)
«Люди в чорному» (англ. «Men in Black») — серія американських науково-фантастичних комедійних фільмів режисера Баррі Зонненфельд. Фільми засновані на серії коміксів видавництв Marvel Comics і Malibu Comics Лоуелла Каннінгема «The Men in Black», що само було засноване на однойменній теорії змови. Перший фільм «Люди в чорному» (1997), другий фільм «Люди в чорному 2» (2002), третій фільм «Люди в чорному 3» (2012), четвертий фільм «Люди в чорному: Інтернешнл» (2019). Усю серію було спродюсовано Amblin Entertainment і MacDonald/Parkes Productions та розповсюджено через Columbia Pictures.

## Фільми
| Фільм                        | Дата прем'єри  | Режисер           | Сценарист                  | Історія                  | Продюсер                     |
| ---------------------------- | -------------- | ----------------- | -------------------------- | ------------------------ | ---------------------------- |
| «Люди в чорному»             | 2 липня 1997   | Баррі Зонненфельд | Ед Соломон                 | Ед Соломон               | Волтер Паркс Лорі Макдональд |
| «Люди в чорному 2»           | 3 липня 2002   | Баррі Зонненфельд | Роберт Ґордон Баррі Фанаро | Роберт Ґордон            | Волтер Паркс Лорі Макдональд |
| «Люди в чорному 3»           | 24 травня 2012 | Баррі Зонненфельд | Ейтан Коен                 | Ейтан Коен               | Волтер Паркс Лорі Макдональд |
| «Люди в чорному: Інтернешнл» | 13 червня 2019 | Фелікс Ґері Ґрей  | Арт Маркам Метт Голловей   | Арт Маркам Метт Голловей | Волтер Паркс Лорі Макдональд |

## Касові збори
| Фільм                        | Дата прем'єри  | Касові збори     | Касові збори   | Касові збори   | Рейтинг          | Рейтинг |
| Фільм                        | Дата прем'єри  | Північна Америка | Інші країни    | Світ           | Північна Америка | Світ    |
| ---------------------------- | -------------- | ---------------- | -------------- | -------------- | ---------------- | ------- |
| «Люди в чорному»             | 2 липня 1997   | $250,690,539     | $338,000,000   | $588,690,539   | 126              | 158     |
| «Люди в чорному 2»           | 3 липня 2002   | $190,418,803     | $251,400,000   | $441,818,803   | 225              | 252     |
| «Люди в чорному 3»           | 24 травня 2012 | $179,020,854     | $445,005,922   | $624,026,776   | 260              | 143     |
| «Люди в чорному: Інтернешнл» | 13 червня 2019 | $80,001,807      | $173,888,894   | $253,890,701   | 985              | 583     |
| Усього                       | Усього         | $700,132,003     | $1,208,294,816 | $1,909,126,819 |                  |         |

## Оцінки
| Фільм                        | Rotten Tomatoes    | Metacritic       | CinemaScore |
| ---------------------------- | ------------------ | ---------------- | ----------- |
| «Люди в чорному»             | 92% (89 відгуків)  | 71 (22 відгуків) | B+          |
| «Люди в чорному 2»           | 38% (198 відгуків) | 49 (37 відгуків) | B+          |
| «Люди в чорному 3»           | 68% (251 відгуків) | 58 (38 відгуків) | B+          |
| «Люди в чорному: Інтернешнл» | 23% (318 відгуків) | 38 (51 відгуків) | B           |

## Скасовані проєкти

### «Люди в чорному 23»
10 грудня 2014 року стало відомо, що Sony планує кросовер між «Людьми в чорному» та «Мачо і ботан». Новина просочилася після злому системи Sony, а потім була підтверджена режисерами фільмів «Мачо і ботан» Крісом Міллером та Філом Лордом під час інтерв'ю. Джеймс Бобін був оголошений як режисер у 2016 році. У січні 2019 стало відомо, що проєкт більше не знаходиться в розробці.